# 外斑皿蛛
外斑皿蛛（学名：Lepthyphantes expunctus）为皿蛛科斑皿蛛属的动物。分布于古北区以及中国大陆的新疆等地，主要栖息于林间树干或草丛。